# 上田廣一
上田 廣一（うえだ こういち、1943年12月17日 - ）は、日本の元検察官。上田廣一法律事務所所長。
北海道河西郡芽室町出身。東京地方検察庁特別捜査部長、最高検察庁次長検事、東京高等検察庁検事長、政治資金適正化委員会委員長、整理回収機構代表取締役社長等を歴任。

## 経歴
- 1943年（昭和18年） - 北海道河西郡芽室町生まれ。
- 1966年（昭和41年） - 明治大学法学部卒業。
- 1969年（昭和44年） - 司法修習（21期）修了し検事任官。
- 法務省刑事局国際課長
- 1995年（平成7年） - 東京地方検察庁特別捜査部長。
- 2003年（平成15年） - 東京地検検事正
- 2004年（平成16年） - 仙台高等検察庁検事長。
- 2005年（平成17年） - 最高検察庁次長検事。
- 2006年（平成18年） - 東京高等検察庁検事長。
- 2007年（平成19年）1月 - 弁護士登録
- 2007年（平成19年） - 明治大学法科大学院特任教授。
- 2007年（平成19年）6月 - パイオニア（株）取締役
- 2008年（平成20年） - 政治資金適正化委員会委員長。
- 2008年（平成20年） - 法科大学院認証評価委員会委員。
- 2009年（平成21年）1月 - 整理回収機構代表取締役。
  - 3月 - 代表取締役社長。
- 2009年（平成21年）6月-日本たばこ産業監査役。
- 2013年（平成25年） - 日本中央競馬会経営委員会委員、ワタミ外部有識者による業務改革検討委員会委員長。
- 2014年（平成26年） - 瑞宝重光章受章。
- 2014年 (平成26年) 政治資金適正化委員会委員長退任。
- 2015年（平成27年） - 東芝（不適切会計問題）第三者委員会委員長[2][3]。
- 2024年（令和6年） - 博報堂DYホールディングス取締役[4]。

## 主な著作
- 『脱税捜査の手引き』（法務総合研究所）
- 『会社犯罪』（共著、東京法令出版）

## 活動
東京地検特捜部の部長として、泉井石油商会脱税事件などを手がけた。
母校の明治大学にて教鞭を取りつつ、裁判員制度の啓発も行っている。